# Em (digramme)
Cette page contient des caractères spéciaux ou non latins. S’ils s’affichent mal (▯, ?, etc.), consultez la page d’aide Unicode.
Pour les articles homonymes, voir EM.
Em (minuscule em) est un digramme de l'alphabet latin composé d'un E et d'un M. 

## Linguistique
- En français, le digramme « em » représente généralement [ɑ̃] devant m, b ou p. Devant n'importe quelle autre consonne ou en fin de mot, c'est le digramme « en »  qui représente cette voyelle.
- En portugais, il représente [ẽ] devant une consonne et [ɐĩ̯] en fin de mot.

## Représentation informatique
À la différence d'autres digrammes, il n'existe aucun encodage du Em sous la forme d'un seul signe. Il est toujours réalisé en accolant les lettres E et M.